# Krogulec (województwo świętokrzyskie)
Krogulec – wieś w Polsce położona w województwie świętokrzyskim, w powiecie włoszczowskim, w gminie Kluczewsko.
W latach 1975–1998 miejscowość administracyjnie należała do województwa piotrkowskiego.

W okresie  1954–1972 wieś w Gromadzie Kluczewsko
Wierni Kościoła rzymskokatolickiego należą do parafii św. Mikołaja w Żeleźnicy.

## Historia
Według spisu powszechnego z roku 1921 miejscowość Krogulec, wówczas kolonia, posiadała 9 domów i 58 mieszkańców.